# Rödkronad amazon
För Amazona pretrei, se rödmaskad amazon
Rödkronad amazon (Amazona viridigenalis) är en starkt utrotningshotad papegojfågel som är endemisk för nordöstra Mexiko.

## Utseende och läten
Rödkronad amazon är en 33 cm lång papegoja med grön fjäderdräkt och iögonfallande röd panna. Ett blått streck sträcker sig från bakom ögat nerför sidan av nacken. På vingarna syns mörkblå handpennor och en röd vingspegel. De yttre stjärtpennorna är gulspetsade. Lätet beskrivs i engelsk litteratur som ett gällt skri följt av tre mörkare och fallande toner: "clee-u crack crack crack".

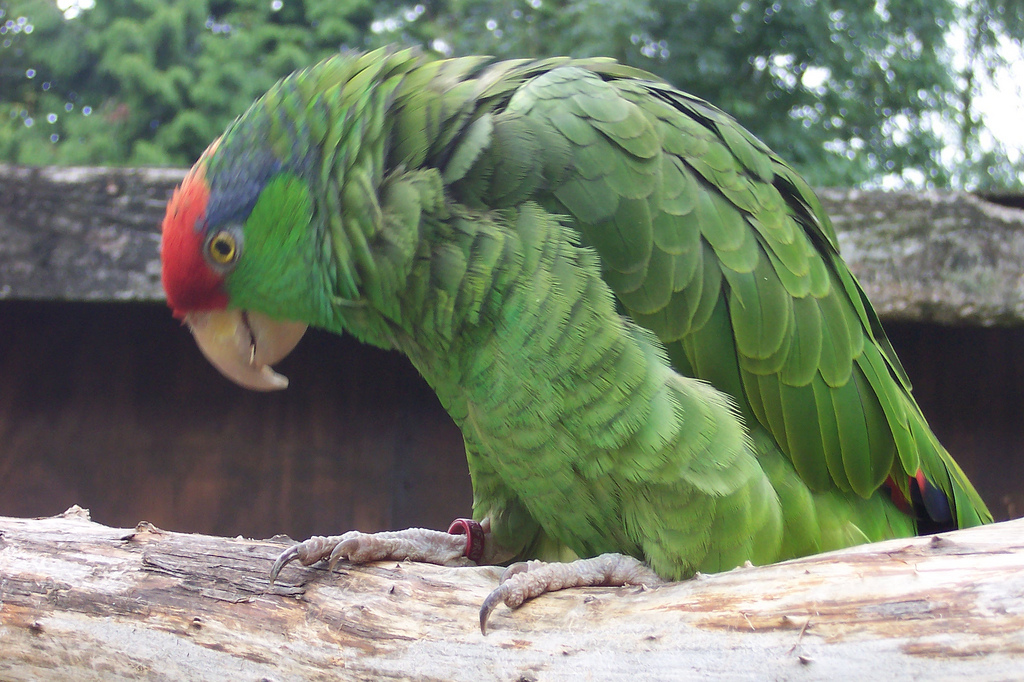
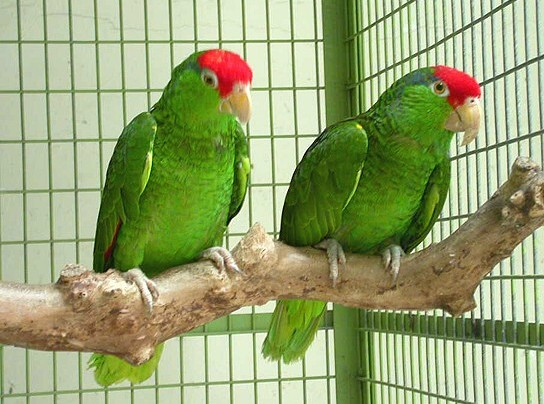
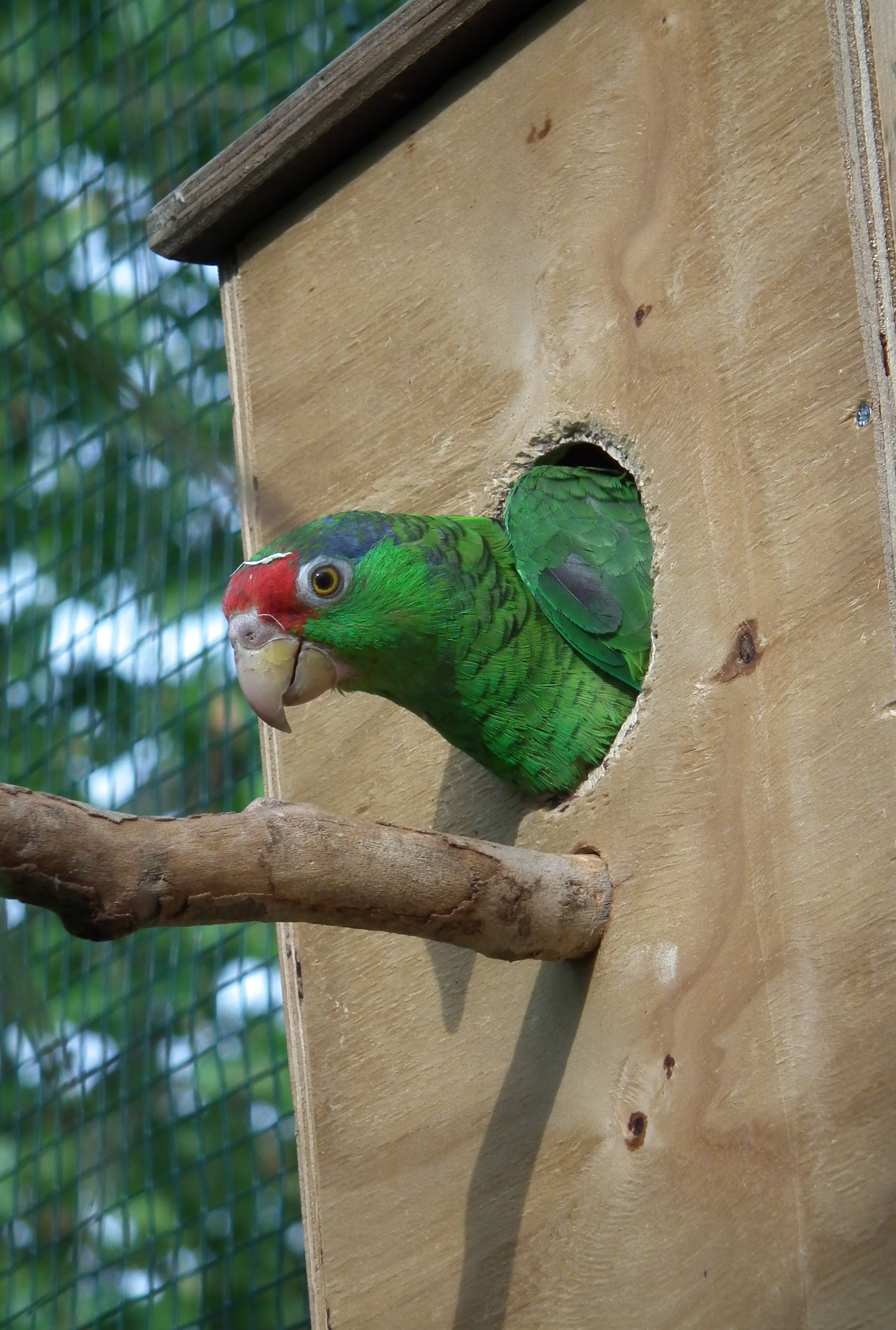
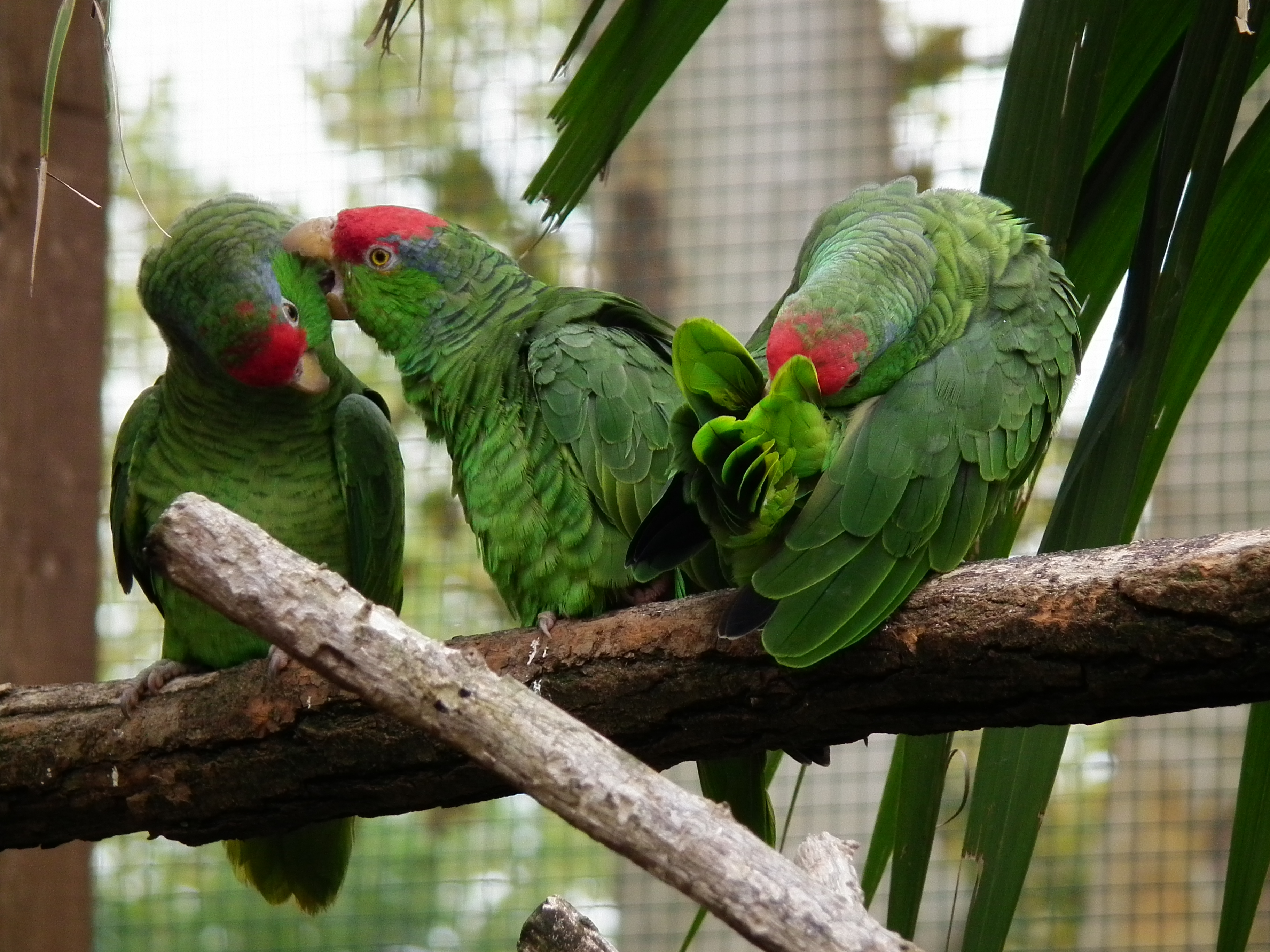

## Utbredning och systematik
Arten förekommer i låglänta områden i nordöstra Mexiko, från Nuevo León till norra Veracruz. Den behandlas som monotypisk, det vill säga att den inte delas in i några underarter.

## Levnadssätt
Fågeln lägger 1-3 ägg som ruvas i 26 dagar och ungarna lämnar boet efter cirka 70 dagar.

## Status
IUCN kategoriserar arten som starkt hotad.

## Taxonomi och namn
Gulnäbbad amazon beskrevs taxonomiskt som art av John Cassin 1853. Det vetenskapliga artnamnet viridigenalis betyder "grönkindad". Släktesnamnet Amazona, och därmed det svenska gruppnamnet, kommer av att Georges-Louis Leclerc de Buffon kallade olika sorters papegojor från tropiska Amerika Amazone, helt enkelt för att de kom från området kring Amazonfloden. Ursprunget till flodens namn i sin tur är omtvistat. Den mest etablerade förklaringen kommer från när kvinnliga krigare attackerade en expedition på 1500-talet i området ledd av Francisco de Orellana. Han associerade då till amasoner, i grekisk mytologi en stam av iranska kvinnokrigare i Sarmatien i Skytien. Andra menar dock att namnet kommer från ett lokalt ord, amassona, som betyder "förstörare av båtar".